# Pleasant Hills (Pennsylvania)
Pleasant Hills  è un borough degli Stati Uniti d'America, nella contea di Allegheny nello Stato della Pennsylvania. Secondo il censimento del 2000 la popolazione è di 8.397 abitanti.

## Società

### Evoluzione demografica
La composizione etnica vede una prevalenza della razza bianca ( 97%) seguita da quella afroamericana (1,3%), dati del 2000.
| borough di Pleasant Hills Popolazione |       |
| 2000                                  | 8.397 |